# 大分交通国東線
国東線（くにさきせん）は、かつて大分県杵築市の杵築駅から、国東半島東部にある同県東国東郡国東町（現・国東市）の国東駅までを結んでいた大分交通の鉄道路線である。

## 路線概要
駅および停留所同士の間隔が狭く、沿線集落の住民の生活に密着していた。国東半島はそのほぼ中心にある両子山から沿岸部に向かって幾筋もの谷が続き、その谷に沿って集落が点在している。したがって内陸の集落から沿岸部に出るのは比較的容易であるが、隣の谷筋に行くのは非常に不便であった。この点も考慮し、特に安岐駅以北は主要な谷筋ごとに必ず駅または停留所が配置されていた。潮干狩りの時期には臨時に「貝掘り列車」、花見の際には八幡奈多宮の「花見列車」を出した。また、みかんや七島イの輸送に使われたりと人々に長い間親しまれていた。
千光寺の坂（八坂停留所 - 祇園駅間）、祇園の坂（祇園駅 - 若宮臨時停留所間）、塩屋の坂（志口停留所 - 安岐駅間）といった急坂は、いずれも距離が長かったので、乗客の多いときなど一度では上りきれずに後退してしまうことがあった。そのようなときは思い切って戻り、勢いをつけて全速力で上っていったが、それでも上りきれないときには乗客に坂の間だけ降りて歩いてもらったものである。ひどいときには乗客に後ろから押してもらうようなこともあった。特に戦中戦後の燃料事情の悪いときには、日常茶飯事のことであった。
杵築高校生の通学をはじめ、地域住民になくてはならないものであった。国東線が現役であった頃は、国東半島は大分県内の中でもきわめて道路事情の悪い地域であり、陸の孤島などと呼ばれていた。半島の沿岸部をまわる国道213号は、現在は国東線の線路跡を利用するなどして線形・幅員ともにかなり改良されているが、当時は曲がりくねった未舗装の狭路であったので、自動車輸送はあまり役に立たなかったのである。バス交通もあったが、現在よりもずっと時間がかかっていた。
みかん栽培や七島イの栽培が隆盛をきわめる中、国東線の経営もすこぶる順調であった。富来までの工事が予定され、用地確保もなされていた。最終的には宇佐参宮線と結び国東半島一周鉄道を形成する構想もあったが、これらは諸般の事情で実現しなかった。国東 - 富来間の確保済みの用地は、現在は荒れるに任されており確認するのは困難となっている。

### 路線データ
1961年（昭和36年）10月当時
- 路線距離：30.3km
- 駅数：20
- 軌間：1067mm
- 複線区間：なし（全線単線）
- 電化区間：なし（全線非電化）

## 運行概要
1939年（昭和14年）11月改正当時
- 運行本数：杵築 - 国東間11往復
- 所要時間：全線1時間11分 - 18分

1961年6月改正当時
- 運行本数：杵築 - 国東間16往復半（他、安岐 - 杵築間区間列車1本あり）
- 所要時間：全線1時間15 - 30分

## 歴史
地元有志により1912年（大正元年）に杵築-富来間の敷設申請がされた。1913年（大正2年）免許状が下付され、1914年（大正3年）国東鉄道株式会社を設立。浜本義顕が初代社長に就任。同年10月に浜本を含む社員3名が文書偽造行使詐欺横領の罪状で逮捕される事態が発生する。彼らが持っていた株式は資本金の過半数に達しており、会社の意思決定もままならない状況に陥っていた。そのために申請中であった工事申請が不認可となり、1916年(大正5年)10月に失効することになる。その後再申請を行い、同年12月に再度免許を受けた。その後用地買収等の準備をおこない、1917年（大正6年）に工事に着手した。ところが第一次世界大戦のさなかで人夫が払底。くわえて建設資金も不足したため工事が遅れ開業の目処がたたなかった。やがて債権者の取立のため、軌条を売却し負債に当てる、社員を全員解雇し最低人数を再雇用するなど、会社は倒産寸前にあった。軌間は、一度目、二度目共に762mmで敷設申請され、工事施行認可申請も同軌間で行われた。しかし、軌道工事着手前の1918年（大正7年）に免許の終点富来町から徳山市を結ぶ連絡船事業を計画した背景から、設備の不十分さを理由に省線との連絡が可能な1067mmへ変更された  。
1921年（大正10年）12月になると京阪電気鉄道の太田光凞が社長に就任した。1922年（大正11年）2月の株主総会で資本金80万円を26万4000円に減資し、73万6000円を増資して100万円とすることを決議、差引益金を繰越欠損金及び建設費の償却に充当することとし、さらに債権者に対し減額を依頼。自らも7000円を提供し債務弁済にあてるなど財務整理を実行した。こうして1922年（大正11年）7月に杵築 - 杵築町（後の杵築市）間が開業することとなった。太田は1925年（大正14年）に社長を退任。1939年（昭和14年）死去するまで取締役に籍をおいた。
1961年（昭和36年）10月26日には集中豪雨により、安岐川に架かる第2安岐川橋をはじめほとんどの鉄橋が流失した。また灘手停留所付近では、線路が浜辺を通っていたので高波の被害が著しく線路が曲がりくねってしまったり、観音崎の切通しが埋没するなど、被害が甚大であった。安岐 - 武蔵間は鉄橋が多かったので特に被害が大きく、長期間にわたって運休。バスによる代行運行が行われたが、復旧の目処が立たないまま、復旧していた武蔵 - 国東間とともに1964年（昭和39年）に廃止となった。杵築 - 安岐間は仮設の鉄橋をかけるなどして営業していたが、モータリゼーションの進行の影響もあって1966年（昭和41年）に全線廃止となった。皮肉にも路線廃止から一か月後、大分空港が、大分市内から本線沿線の安岐町・武蔵町へ移転することが正式に発表された。

### 年表
- 1913年（大正2年）10月4日：鉄道免許状下付（速見郡八坂村-東国東郡富来町間）[8]
- 1914年（大正3年）3月30日：国東鉄道株式会社設立[9][10]
- 1916年（大正5年）
  - 10月23日：鉄道免許失効（工事施行認可申請期限超過）[11]
  - 10月29日：鉄道敷設再申請 [12]
  - 12月14日：鉄道免許状再下付（速見郡八坂村-東国東郡富来町間）[13]
- 1922年（大正11年）
  - 7月7日：杵築 - 杵築町（後の杵築市）間5.1km開業[14]
  - 12月24日：杵築町 - 守江間4.3km開業[15]
- 1923年（大正12年）10月5日：守江 - 奈多八幡間4.5km開業[16]
- 1925年（大正14年）12月2日：奈多八幡 - 安岐間4.2km開業[17]
- 1933年（昭和8年）7月11日：安岐 - 武蔵間5.2km開業[18]
- 1935年（昭和10年）11月30日：武蔵 - 国東間7.0km開業[19]
- 1945年（昭和20年）4月20日：陸運統制令により大分交通へ合同。大分交通国東線となる
- 1961年（昭和36年）10月26日：集中豪雨による鉄橋流失のため、安岐 - 武蔵間休止
- 1964年（昭和39年）9月1日：安岐 - 国東間廃止
- 1966年（昭和41年）4月1日：全線廃止

## 駅一覧
1961年10月当時
杵築駅 - 八坂駅 - 祇園駅 - 若宮駅 - 杵築町駅 - 大内駅 - 灘手駅 - 守江駅 - 東守江駅 - 狩宿駅 - 奈多八幡駅 - 北奈多駅 - 志口駅 - 安岐駅 - 古城駅 - 大海田駅 - 武蔵駅 - 池の内駅 - 綱井駅 - 黒津崎駅 - 小原駅 - 国東駅
若宮停留所は日本三大牛馬市のひとつに数えられた毎年12月の若宮牛馬市の際に、黒津崎停留所は海水浴シーズンに黒津崎海水浴場に遊泳に行く客のために設けられた臨時駅であった。

## 接続路線
- 杵築駅：国鉄日豊本線

## 輸送・収支実績
| 年度 | 輸送人員（人） | 貨物量（トン） | 営業収入（円） | 営業費（円） | 営業益金（円） | その他益金（円） | その他損金（円）            | 支払利子（円） | 政府補助金（円） |
| ---- | -------------- | -------------- | -------------- | ------------ | -------------- | ---------------- | --------------------------- | -------------- | ---------------- |
| 1922 | 87,452         | 3,662          | 17,528         | 14,558       | 2,970          |                  |                             |                |                  |
| 1923 | 451,314        | 15,586         | 85,766         | 66,001       | 19,765         |                  |                             | 15,482         | 27,895           |
| 1924 | 488,177        | 20,181         | 121,643        | 97,319       | 24,324         |                  |                             | 42,479         | 54,387           |
| 1925 | 455,020        | 16,565         | 126,828        | 83,043       | 43,785         |                  |                             | 48,039         | 53,311           |
| 1926 | 409,053        | 19,619         | 109,267        | 83,617       | 25,650         |                  | 雑損6,200                   | 59,719         | 73,751           |
| 1927 | 425,164        | 18,297         | 118,146        | 88,235       | 29,911         |                  | 自動車35,404                | 54,065         | 73,510           |
| 1928 | 410,172        | 17,276         | 113,226        | 84,446       | 28,780         |                  | 自動車7,688雑損15,209       | 49,831         | 73,785           |
| 1929 | 368,349        | 18,414         | 107,151        | 69,781       | 37,370         | 自動車844        | 雑損1,241                   | 37,025         | 73,669           |
| 1930 | 303,949        | 18,300         | 82,004         | 68,327       | 13,677         |                  | 自動車657雑損9,136          | 30,197         | 73,681           |
| 1931 | 267,073        | 16,978         | 66,878         | 53,288       | 13,590         |                  | 償却金15,000雑損3,727       | 43,567         | 71,400           |
| 1932 | 270,426        | 15,254         | 73,665         | 47,058       | 26,607         |                  | 自動車10,851雑損償却金1,486 | 63,618         | 60,784           |
| 1933 | 268,204        | 21,278         | 74,200         | 44,957       | 29,243         |                  | 自動車7,463雑損4,374        | 49,255         | 36,421           |
| 1934 | 293,043        | 26,854         | 89,855         | 57,073       | 32,782         |                  | 自動車1,537雑損償却金8,076  | 42,077         | 37,528           |
| 1935 | 307,133        | 29,899         | 94,493         | 58,787       | 35,706         | 自動車4,835      | 雑損償却金18,920            | 39,655         | 37,540           |
| 1936 | 526,504        | 36,352         | 151,907        | 83,246       | 68,661         |                  | 自動車9,454雑損537          | 52,147         | 18,224           |
| 1937 | 605,480        | 36,918         | 175,714        | 94,649       | 81,065         |                  | 自動車27,280雑損19,336      | 65,714         | 65,749           |
| 1939 | 703,526        | 47,386         |                |              |                |                  |                             |                |                  |
| 1941 | 1,067,385      | 50,973         |                |              |                |                  |                             |                |                  |
| 1943 | 1,153,892      | 55,043         |                |              |                |                  |                             |                |                  |
| 1945 | 1,263,457      | 48,908         |                |              |                |                  |                             |                |                  |
| 1952 | 1,485,036      | 44,755         |                |              |                |                  |                             |                |                  |
| 1958 | 1,819千        | 42,861         |                |              |                |                  |                             |                |                  |
| 1963 | 2,212千        | 48,677         |                |              |                |                  |                             |                |                  |

- 鉄道省鉄道統計資料、鉄道統計資料、鉄道統計、国有鉄道陸運統計、地方鉄道軌道統計年報、私鉄統計年報各年度版

## 車両
- ディーゼル機関車
  - D33・34 ディーゼル機関車 1954年日立製作所製[21]。耶馬溪線D31・32の同型車
- 気動車
  - キハ50「ちどり」（元北九州鉄道ジハ51→国鉄キハ40331）
  - キハ602「しおかぜ」・604「なぎさ」 1956年及び1960年日本車輌製造及び新潟鐵工所製のボギー車。国鉄キハ10系がベースで前面非貫通2枚窓。耶馬溪線キハ601・603の同型車
  - キハ30「かもめ」（元佐久鉄道キホハ57→国鉄キハ40305） ボギー車
  - キハ20「はましぎ」・21「しらさぎ」 1935年日本車輌製造製のボギー車
  - キハ501「さざなみ」（元和歌山鉄道キハ501） ボギー車
- 客車
  - ホハフ201 ボギー客車
  - ハニフ11・12 片ボギー客車、元国東鉄道キハ11・12
  - ハフ54（元国鉄ハ4645）・55・56・57・ハニフ59 2軸客車
- 貨車
  - ワフ203 2軸有蓋貨車
  - ト203・212 2軸無蓋貨車

## 廃線後の現状
現在、路盤跡の大部分が国道213号となっている。また、一部の停留所の待合室が、現在もバスの待合として使われていたり、JR杵築駅ホームのはずれに、国東線乗り換え案内の看板が残っていたりしており、往時が偲ばれる。なお、旧杵築町駅（杵築市駅）は、現在バスターミナルとなっているが、よく「市駅」と呼ばれる。これは、国東鉄道の名残である。同様にJR杵築駅は「本駅」と呼ばれることが多い。